# PGF/TikZ
PGF/Tikz je dvojice jazyků pro reprezentaci vektorové grafiky pomocí geometrického/algebraického popisu, lze je použít například pro tvorbu obrázků v TeXu/ LaTeXu.
PGF je nízkoúrovňový programovací jazyk, zatímco TikZ obsahuje vysokoúrovňová makra která užívají PGF.

## Tvůrce
Tyto jazyky vytvořil a dále rozvíjí Till Tantau, který je známý zejména vytvořením Beameru.
Till Tantau je rovněž hlavní vývojář překladače pro PGF/Tikz, který je napsaný v TeXu.

## Název
PGF je zkratka pro „Portable Graphics Format“ a TikZ je rekurzivní zkratka pro „TikZ ist kein Zeichenprogramm“, tj. TikZ není kreslící program.

## Export do PGF/Tikz
Některé grafické programy přímo umožňují export výstupu do PGF/Tikz například GeoGebra, další toto zvládají po instalaci vhodného rozšíření, například Inkscape , Blender , MATLAB , Matplotlib , Gnuplot  a R .
Tento výstup lze poté přímo vložit do .tex souboru.

## Příklad použití
Použitím následujícího kódu v LaTeXu vytvoříme elipsu.
```
 \documentclass{article}
 \usepackage{tikz}
   \begin{document}
     \begin{tikzpicture}
      \fill [green] 
      (0,0) ellipse [x radius=6, y radius=8];
   \end{tikzpicture}
 \end{document}
```